# Kongens Nytorv
Kongens Nytorv er et torv i København. Det blev grundlagt i 1670 af Christian 5., der havde arvet tronen samme år. Han havde Place Vendôme i Paris som forbillede. Han flyttede Københavns centrum fra Gammeltorv, der var en gammel pløret middelalderplads, til det nye torv med brolægning og haveanlæg.

## Historie
Det område, hvor pladsen blev lagt, lå i begyndelsen af 1600-tallet udenfor Københavns volde. Den østlige vold, Østervold, løb langs pladsens vestlige kant med den østlige byport Østerport placeret for enden af gaden Østergade, hvor den stod til 1647. Efter byportens og voldenes flytning lå pladsen ubebygget hen med halvt nedrevne volde, enorme jordbunker og pløre. Den brugte man som losseplads og landingsplads for hallandske både. De lagde til i den lille vig Krabbeløkke ved det nuværende Nyhavn. De gamle volde og voldgrave og affaldsdyngerne efterlod pladsen som et kuperet terræn, hvorfor den i skæmt kaldtes Hallandsåsen efter den svenske bjergstrækning.
Kongen bestemte, at grundejerne måtte bebygge torvet, men kun med fornemme huse. I de følgende år skød en række palæer op omkring torvet. Det første var Gyldenløves Palæ (det nuværende Charlottenborg), der blev opført i årene 1672-83 af Ulrik Frederik Gyldenløve. Dernæst fulgte Thotts Palæ fra 1683, opført af Niels Juel. Palæet huser i dag den franske ambassade.
I 1600-tallet fandt militærvæsenets afstraffelser sted på Kongens Nytorv. Tre galger var opstillede samt andre torturredskaber. På Kongens Nytorv kunne man se dødsdømte desertører spille terning på trommen om, hvem der skulle hænges, og hvem der slap. Senere flyttede militæret sine afstraffelser ud til Kastellet.
I 1688 indviedes midt på pladsen et haveanlæg i barokstil omkranset af en dobbelt trærække, der fik navnet Krinsen, der betyder “krans, kreds”. I midten rejstes en rytterstatue af Christian 5. Den skulle støbes i bronze, men så brød der igen krig ud mod Sverige, og bronzen måtte bruges til kanoner. I stedet blev majestæten og hans hest støbt i bly og dækket af bladguld. Men bly er blødt, så hesten blev støttet af en liggende mandsfigur, forestillende misundelsen, som hesten trampede i støvet. Alligevel sank hesten i knæ, foruden at bagpartiet sank (op til 30%!) og monarken var ved at blive "sat af".
Der var ingen anden udvej end at tage statuen ned og få den genstøbt – omsider i bronze. Forarbejdet begyndte i 1938 med pengeindsamlinger og i maj 1939 gik billedhugger og støbere i gang i en træbygning der blev rejst på stedet. Biledhuggeren, professor Kunstakademiet Einar Utzon-Franck (1888-1955) stod for rekonstruktionen.
Utzon-Frank arbejdede også på den for den strengt klassicerende rytterstatue af Christan X, der på sin høje marmorplint stadig står på sin interimistiske plads inderst på Sankt Annæ Plads for at gøre mine til at ride ind i Bredgades venstre husrække med auktionssalen for firmaet Bruhn Rasmussen as. Chr. X skulle have være placeret på en projekteret plads i Borgergadekvarteret men ideen blev undergravet af boligbebyggelse eller parkeringspladser i Dronningegården.
Det var Utzon-Francks hensigt at forgylde statuen (undtagen dragen, men dette kom ikke til udførelse. Rytterstatuen er i dag fredet, forhåbenlig også mod den vansiring der er overgået andre bronzestatuer i det fri, f.eks. Holberg og Oehlenschlæger foran den Det kongelige Teaters gamle scene. Den gamle blystatue af Christanus Quintus opbevares nu indendøre i et hjørne af Kongens Bryghus, der tjener som magasin for Tøjhuset. Den 26. september 1946 kunne den nye hest på Kongens Nytorv indvies.
I 1749 blev pladsen omdannet til eksercerplads af Frederik 5. Hovedvagten på på det nuværende spidse hjørne mellem Hovedvagtsgade og Ny Adelgade (mellem d'Angleterre og telegrafbygningen / Chanel).Haveanlægget blev nedlagt og træerne fældet, og kun rytterstatuen stod tilbage. I 1890 (?) blev hovedvagten flyttet til Rosenborg Eksercerplads.
Efter enevældens afskaffelse i 1800-tallet var tiden ikke til militærparader, og den dobbelte trærække (Krinsen) blev genplantet i begyndelsen i 1925, hvor haveanlægget indenfor denne Krins blev genskabti 1908.
Efter opførelsen af det nuværende Kongelige Teater i 1870'erne blev det gamle teater (arkitekt: Harsdorff) nedrevet. Dette lå for enden af den Kongens Kanal, der blev kastet til for at etablere en boulevard fra Slotspladsen og Holmens Bro til Kongens Nytorv. Hermed skiftede Gammelholms side mod torvet karakter : udvidedes med den åbne plads mellem teatret og Hotel du Nord. Hotellet lå, hvor Magasin du Nord ligger i dag. På Det Kongelige Teaters grund lå tidligere byens kanonstøberi, kaldet Giethuset, af det tyske verbum giessen (= støbe). Det lå meget belejligt i nærheden af Holmen og værftet, og i 1729 aflagde Frederik 4. Giethuset et besøg for at overvære en kanonstøbning. Uheldigvis revnede formen, metallet flød ud og antændte bl.a en søjle af træværk, der bar tribunen, hvor kongen sad. Tribunen brasede sammen, men ud af røgen kom kongen frem, ret uskadt.
I 1991 vedtog Københavns Borgerrepræsentation borgmester Søren Pinds plan for et underjordisk parkeringsanlæg.[kilde mangler] og samme år blev haveanlægget restaureret, og Krinsens granitbelægning fornyedes (med dækningsgravene fra krigen, hvor de overrislede turister fra Nyhavn lod deres vand) der strandede planerne om restaurering af resten af pladsen.
I 1998 var træerne så plaget af elmesyge, at de måtte fældes. Det blev genstand for offentlig debat, om træerne skulle genplantes, eller om pladsen skulle gøres lysere og mere åben uden træer. Det endte med, at 80 lindetræer  blev plantet om Krinsen i efteråret 2001.
Københavns Metro åbnede i oktober 2002 og fik en station på Kongens Nytorv. I august 2002 til september 2005 undergik torvet som et led i renoveringen en større trafiksanering. Vejbanerne blev trukket længere ud og gav derved mere plads til selve torvet. I maj 2004 blev byggerodet brolagt med midlertidig asfalt, så det nygifte kronprinsepar, Frederik og Mary, kunne køre over torvet i karet.
Kommunen havde ikke råd til at færdiggøre renoveringen. Et gammelt forslag om at finansiere renoveringen ved at bygge et underjordisk parkeringsanlæg blev nedstemt af Borgerrepræsentationen i 2000 som følge af folkelig modstand. I april 2003 meldte der sig en anonym fond, der ønskede at sponsere projektet med 50 millioner kr., hvilket muliggjorde projektets færdiggørelse. 8. juni 2004 blev det offentliggjort, at donoren var Oticon Fonden og at anledningen var Oticons 100 års jubilæum samme dag.

## Kongens Nytorv i dag
Hver sommer mødes årets nyudklækkede studenter fra Københavnsområdet og danser om rytterstatuen. Traditionen er over 100 år gammel. Den var forbudt under den tyske besættelse.
Hver vinter omdannes Kongens Nytorv til en stor skøjtebane, hvor københavnere og turister gratis (det koster dog penge at leje skøjterne) kan tage sig en skøjtetur rundt om Krinsen (dog ikke vintrene 2003/4 og 2004/5 pga. torvets ombygning).
Mandag d. 12. oktober 2009) begyndte 10 års metrobyggeri på Kongens Nytorv for den nye metrocityring. De to første år gik med forsynings-omlægning og arkæologiske udgravninger. Fra den 23. november 2009 til nytår blev arbejdet indstillet pga. FN-topmødet COP15.

## Nuværende bygninger på Kongens Nytorv
- Det Kongelige Teater (opført 1872–74 til afløsning af det foregående teater som lå mellem det nuværende teater og det nuværende Magasin. Bronzestatuerne af Ludvig Holberg og Adam Oehlenschlæger - der flankerer indgangen til Gamle scene, siddende på magelige rokokostole, ligeledes af bronze - blev i juli 2019 vandaliseret af afsporede restaureringsarkitekter der åbenbart har renlighed og hygiejne på hjernen, og tror at kobberir er "snavs" og har fjernet dette, således at skulpturerne nu fremstår utydelige og ensartet mørkebrune over det hele. Skulpturerne af henh. Bissen og Th. Stein er forsynet med en consealer, der hindrer dannelse af den skønne ir. De kommer herved til at matche Pegasus-gruppen på taget af Gamle Scene. Denne skulpturgruppe blev sidst i 1970'erne for private fondsmidler genskabt i bronzeindfarvet epoxy/glasfiber efter den originale gipsmodel, idet oprindelig opsatte Pegasusgruppe af bly og zink var så medtaget af den svovlholdige luft, at den truede med at styrte ned, og blev nedtaget i 1930'derne eller beg. af 1950'erne. Der var dengang (og heller ikke i 1980) råd til at genskabe den i kobber. Rasmussens bronzestøberi i Rådmandsgade var netop lukket. Dette er forklaringen på et Pegasus-gruppen ikke bliver smukt grønblåt ir. Den er nemlig af plastic.

- Kongens Nytorv 3-5 - Harsdorffs Hus (opført af kgl. hofarkitekt og professor på Kunstakademiet, C. F. Harsdorff (1735-1799) i årene 1779-1780). Trekantsgavlen med relieffer af billedhuggeren Johannes Wiedewelt (1731-1802). Udenrigsministeriet holdt til i huset i en årrække (1864-1923), heriblandt under første verdenskrig og ved salget af De Dansk Vestindiske Øer

- Charlottenborg Slot (tidl. Gyldenløves Palæ, opført 1672-1683). Kongens Nytorvs ældste og fornemste bygning. I den højre fløj kan stadigvæk skimtes graffitien ved hvid maling fra 1968, "HO CHI MIHN" stavet forkert med ombytning af de sidste konsonanter.

- Thotts Palæ 1760-1930 – (opført 1683 som Juels Palæ og i hans eje frem til 1697), huser siden 1930 og til i dag Frankrigs ambassade.

- Marmorhuset, hvor Det europæiske Miljøagentur havde sit første sæde (under daværende miljøkommisær Ritt Bjerregård.
- Kongens Nytorv 8 (opført 1908), frem til 1979 hovedkvarter for A.P. Møller. Senere havde Jyllands-Posten sin Københavns-redaktion her.[8] I dag holder restaurant Geist til i stuen, mens resten af bygningen huser flere rekrutterings- og IT-virksomheder, foruden en fortovscafe.
- Kongens Nytorv 18 Lihmes Gård (opført 1768)
- Kongens Nytorv 26. "Telegrafbygningen" fra 1893. Her lå frem til 2003 hovedsædet for GN Store Nord/tidl. Store Nordiske telegrafselskab). Bygningen i "parisisk renæssancestil" krones på taget af telegrafgudinden i dag "Elektricitetsgudinden" med opalineglaskuplens kulbuelampe - Danmarks første lyskilde af denne type (nu er det en søvnig kold energisparepære). Bygningen der opført 1893 med finansmanden C.F.Tietgen som bygherre. Han stod bag Privatbanken og Nordisk Kabel og Tråd (NKT) som bygherre. På hjørnet frem mod Ny Adelgade lå indtil 2017 som reminisens heraf i rækkefølge Privatbanken, Unibank og Nordea) Nordeafilialen er nu overtaget af Danmarks første og eneste Chanel
- Boutique.
- På hjørnet til højre, ved Gothersgade frem til 2003 hovedsæde for GN Store Nord (det daværende Store Nordiske Telegrafselskab), her efter en Akkord-pladefillial, der flyttede til Vestergade tæt på Rådhuspladsen, siden et Bang & Olufsen showroom, der ca. 2012 flyttede tilbage til Østergade i Svaneapotekhuset, hvor der siden lukningen af Svaneapoteket en kort overgang havde ligget en Louis Vuitton-forretning. Efter B&O ligger der mod Østergade en restaurant med det lidt umulige navn "Bistro Royal". Mange, fortrinsvise unge mennesker starter her deres tur i byen (Gothersgade/Ny Østergade og over mod Landgreven, med velbesøgte in-restaurenter, Boltens gård, diskoteker og natværtshuse).

- Hotel D’Angleterre (opført 1874). En lagkagebygning, der frem til 1812 er blev gjort højere og højere men kun ud mod torvet. Prøv at se den fra siden: facaden er en kulisse.
- Skobutikkerne (fra h. mod v. Gabor Sko og Kgs Nytorv sko. Sonofonbutikken er blevet til en wonderful copenhagen souvenirbutik.
- Hviids Vinstue (grundlagt 1723,[9] opført 1767[10]). Ovenover denne kælderbeværtning lå der indtil for snart mange år siden en indonesisk restaurant "Bali" og i etagen herover diskoteket "Tordenskjold". Bygningen rummede fra gammel tid Café Grand indtil ca. 1972. cafeen, der bestod af restaurant og selskabslokaler, var en reminisenc af Hotel Grand.
- Café a Porta (erstattet af McDonalds-restaurant i 2012), (opført 1792)

- Magasin du Nord (1893–94) med forbillede i stormagasinerne Le Printemps og Lafayette i Paris. Her lå tidligere Hotel du Nord, tegnet af Lauritz de Thurah.

- Erichsens Palæ (opført 1797–99 af arkitekten Harsdorff, der også har tegnet Kongens Nytorv 3-5), siden 1889 hovedsæde for den daværende Kjøbenhavns Handelsbank, der sidenhen fusionerede til Danske Bank. I forbindelse med udflytningen af Danske Banks hovedsæde til Ørestad, Høje Taastrup er der planer om at åbne Erichsens palæ for offentligheden. Resten af bygningerne ud mod Holmens Kanal ombygges efter alt at dømme til luksushotel med natklub i bankhvælvingerne og lobby eller lounge i det (endnu i juni 2019) imposante hovedsædes Holmens Bro filial.

## Kulturelle referencer
Kongens Nytorv indgår som handlingssted i Olsen Banden-film.
I Olsen-bandens sidste bedrifter forsøger Benny og Kjeld et indbrud i pladsens kiosk, mens
penge fra pladsens parkometre bliver støvsuget i Olsen-banden deruda'.